# Hippodrome de Cologne-Weidenpesch
 (décembre 2023).
Si vous disposez d'ouvrages ou d'articles de référence ou si vous connaissez des sites web de qualité traitant du thème abordé ici, merci de compléter l'article en donnant les références utiles à sa vérifiabilité et en les liant à la section « Notes et références ».
L'hippodrome de Cologne-Weidenpesch est situé dans un parc de 55 hectares à Cologne-Weidenpesch ou sont regroupées plusieurs autres installations sportives. C'est la qu'à lieu le Preis von Europa qui est une course de groupe I.